# Prix des écrivains de l'Asie du Sud-Est
Le prix des écrivains de l'Asie du Sud-Est (S.E.A. Write Award) est un prix littéraire établi en 1979 pour un écrivain d'un pays membre de l'Association des nations de l'Asie du Sud-Est. Ce prix est l'équivalent d'un prix Goncourt en Asie du Sud-Est. Sa cérémonie a lieu à Bangkok avec un membre de la dynastie Chakri.
La cérémonie de 2011 a été repoussée à cause des inondations de 2011 en Thaïlande. Le rapporteur principal était alors Edwin Thumboo.

## Récipiendaires
On peut citer par exemple :
Pour la Thaïlande :
- 1979 : Kampoon Boontawee
- 1981 : Atsiri Thammachot
- 1982 et 1994 : Chart Korbjitti
- 1986 : Angkarn Kalayanapong
- 1988 : Nikom Rayawa
- 1989 : Chiranan Pitpreecha
- 1992 : Saksiri Meesomsueb
- 1995 : Paiwarin Khao-Ngam
- 1996 : Kanokphong Songsomphan
- 1997 et 1999 : Win Lyovarin
- 2002 : Prabda Yoon[2]
- 2005 : Binlah Sonkalagiri
- 2006 : Ngarmpun Vejjajiva
- 2010 : Zakariya Amataya[3],[4],[5]
- 2014 : Saneh Sangsuk
- 2015 et 2018 : Veeraporn Nitiprapha

Pour le Cambodge :
- 2019 : Pech Sangwawann

Pour le Laos :
- 2006 : Douangdeuane Bounyavong

Pour la Birmanie :
- 2000 : Saw Mon Nyin
- 2018 : Ma Thida

Pour la Malaisie :
- 1983 : Adibah Amin

Pour Singapour :
- 1979 : Edwin Thumboo
- 2008 : Stella Kon

Pour le Brunei :
- 2009 : Hajah Norsiah binti Haji Abdul Gapar

Pour l'Indonésie :
- 1983 : Y.B. Mangunwijaya
- 1986 : Sapardi Djoko Damono

- 1994 : Taufiq Ismail
- 2003 : Nh. Dini
- 2006 : Sitor Situmorang
- 2012 : Oka Rusmini
- 2019 : Eka Kurniawan
- 2020 : Leila Chudori

Pour les Philippines
- 1986 : José María Sison